# Ngeden
Ngeden är en ort i Gambia. Den ligger i regionen Central River, i den nordöstra delen av landet, 160 km öster om huvudstaden Banjul. Antalet invånare var 234 vid folkräkningen 2013.